# 아오노 슌주
아오노 슌주(青野春秋)는 이바라키 현 출신의 일본의 만화가이다. 2001년 「슬랩 스틱」으로 《영매거진》이 주최한 지바 데쓰야 상 우수신인상을 수상했지만, 연재 기회를 얻지는 못했고 25살까지 공장에서 일했다. 2005년 단편 「주마등」으로 제17회 쇼가쿠간의 만화 브랜드 IKKI의 신인상 ‘이키만’을 수상하며 데뷔하게 된다. 2007년부터 「아직 최선을 다하지 않았을 뿐」을 《월간 IKKI》에서 연재, 2012년 8월호로 완결되었다. 단행본으로는 2012년 가을에 5권으로 완결, 2013년 일본에서 실사 영화화되었다. 「슬랩 스틱」을 《월간 IKKI》에 연재 중이었으나 《월간 IKKI》가 2014년 11월호를 기점으로 휴간에 들어갔다.
1998년 이바라키현에서 상경해 도쿄에서 3년 간 다양한 아르바이트를 전전하며 살다 이사 비용을 위해 만화 공모전에 참가, 「슬랩 스틱」으로 지바 데쓰야 우수신인상을 수상한다. 상금 50만엔을 받아 이사에 성공한다. 다른 만화가의 어시스턴트로 들어가는 것을 거부하고 아르바이트를 하며 편집자에게 신작 원고를 보여주며 피드백을 받는 생활을 2년 가까이 계속한다. 편집자의 피드백 대로 그린 만화가 결국 잡지 게재를 하지 못하고 만화가를 일시 포기한다.  
2005년, 25살이 되어 다시 한 번 만화가에 도전하기로 한다. 자신이 데뷔를 못하고 계속 만화가를 목표로 하는 미래를 상상하며 스토리를 구상하고, 당시 40살이었던 형의 외모를 모델로 해서 주인공 캐릭터를 만든 「주마등」(走馬灯)으로 IKKI 만화상을 수상하며 만화가의 길을 걷게 된다.

## 작품
- 아직 최선을 다하지 않았을 뿐 (세미콜론)

1. 1권 (2012년, ISBN 9788983714244)
2. 2권 (2014년, ISBN 9788983716729)
3. 3권 (2014년, ISBN 9788983716736)
4. 4권 (2014년, ISBN 9788983716743)
5. 5권 (2014년, ISBN 9788983716750)

- 국내 미출간

1. 100만엔의 여자들(100万円の女たち) 넷플릭스 드라마화
2. 슬랩스틱(スラップスティック) 3권 발매
3. 꽃다발을 주세요(花束をください)
4. 고탄다 이야기(五反田物語)
5. 유메코쨩(夢子ちゃん)